# Liste der Ehrenbürger von Halle (Saale)
Die Stadt Halle (Saale) hat seit 1833 33 Personen das Ehrenbürgerrecht verliehen.
Außerdem waren 1933 Paul von Hindenburg, Adolf Hitler und Hermann Göring zu Ehrenbürgern ernannt worden. Diese Ehrungen wurden im Mai 1991 wieder aberkannt.
Hinweis: Die Auflistung erfolgt chronologisch nach Datum der Zuerkennung.

## Die Ehrenbürger der Stadt Halle (Saale)

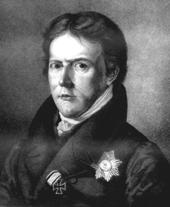
W. A. von Klewiz

1. Wilhelm Anton von Klewiz (* 1. August 1760 in Magdeburg; † 26. Juli 1838 ebenda)
Oberpräsident der Provinz Sachsen 1825–1837
Verleihung 1833
Von Klewiz erarbeitete 1810 zusammen mit Theodor von Schön die „veränderte Staatsverfassung aller obersten Staatsbehörden“. 1816 erhielt er den Titel „Wirklicher Geheimer Rat“.
2. Friedrich Hesekiel (* 27. Oktober 1794 in Rehsen, Sachsen; † 14. April 1840 in Altenburg, Sachsen-Altenburg)
Theologe
Verleihung 1834
Verliehen für Hesekiels Werk Blicke auf Halle.
3. Johann Philipp von Ladenberg (* 15. August 1769 in Magdeburg; † 11. Februar 1847 in Berlin)
Preußischer Staatsminister
Verleihung 1839
4. Johann Ferdinand August Schröner (* 4. Mai 1801 in Berlin; † 25. Januar 1859 ebenda)
Oberbürgermeister von Halle (Saale) 1838–1842
Verleihung 1842
Verliehen anlässlich seines Ausscheidens aus dem Amt.
5. Hermann Rudolf Heidel (* 20. Februar 1811 in Bonn; † 29. September 1865 in Stuttgart)
Bildhauer und Künstler
Verleihung 1859
Verliehen anlässlich der Enthüllung des von ihm geschaffenen Händel-Denkmals in Halle (Saale).
6. Friedrich August Eckstein (* 6. Mai 1810 in Halle (Saale); † 15. November 1885 in Leipzig)
Lehrer
Verleihung 1863
Eckstein war Kondirektor der Franckeschen Stiftungen.

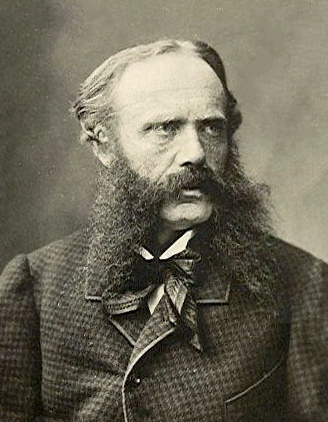
Richard von Volkmann
7. Gustav Kirchner (* 25. September 1805 in Halle (Saale); † 8. März 1895 in Schleusingen, Provinz Sachsen)
Finanzstadtrat von Halle (Saale)
Verleihung 1872
Verliehen anlässlich seines Ausscheidens aus dem Amt.
8. Robert Rothe (* 20. Juli 1803 in Bromberg; † 12. April 1893 in Halle (Saale))
Regierungspräsident des Regierungsbezirks Merseburg
Verleihung 1875
Halle war seit 1815 Teil dieses Regierungsbezirks. Robert Rothe ist begraben auf dem Stadtgottesacker.
9. Richard Volkmann (* 17. August 1830 in Leipzig; † 28. November 1889 in Jena)
Chirurg
Verleihung 1882
Volkmann konzipierte die Universitätsklinik in Halle. Er gehörte zu den Gründern der Deutschen Gesellschaft für Chirurgie und war lange Jahre ihr Vorsitzender. 1885 wurde er als „Richard von Volkmann“ geadelt. Er ist begraben auf dem Stadtgottesacker.

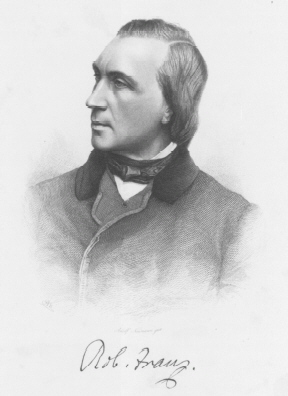
Robert Franz
10. Robert Franz (* 28. Juni 1815 in Halle (Saale); † 24. Oktober 1892 in Halle (Saale))
Komponist
Verleihung 1884
Verliehen anlässlich seines 70. Geburtstags. Robert Franz war 1859 bis 1867 Universitätsmusikdirektor. Er ist begraben auf dem Stadtgottesacker.
11. Leonhard Graf von Blumenthal (* 30. Juli 1810 in Schwedt/Oder; † 21. Dezember 1900 auf Gut Quellendorf bei Köthen (Anhalt))
Generalfeldmarschall der preußischen Armee
Verleihung 1887
Graf von Blumenthal nahm als Offizier teil am Deutsch-Dänischen Krieg, am Deutschen Krieg und am Deutsch-Französischen Krieg. Anschließend wurde er Kommandierender General des IV. Armeekorps.

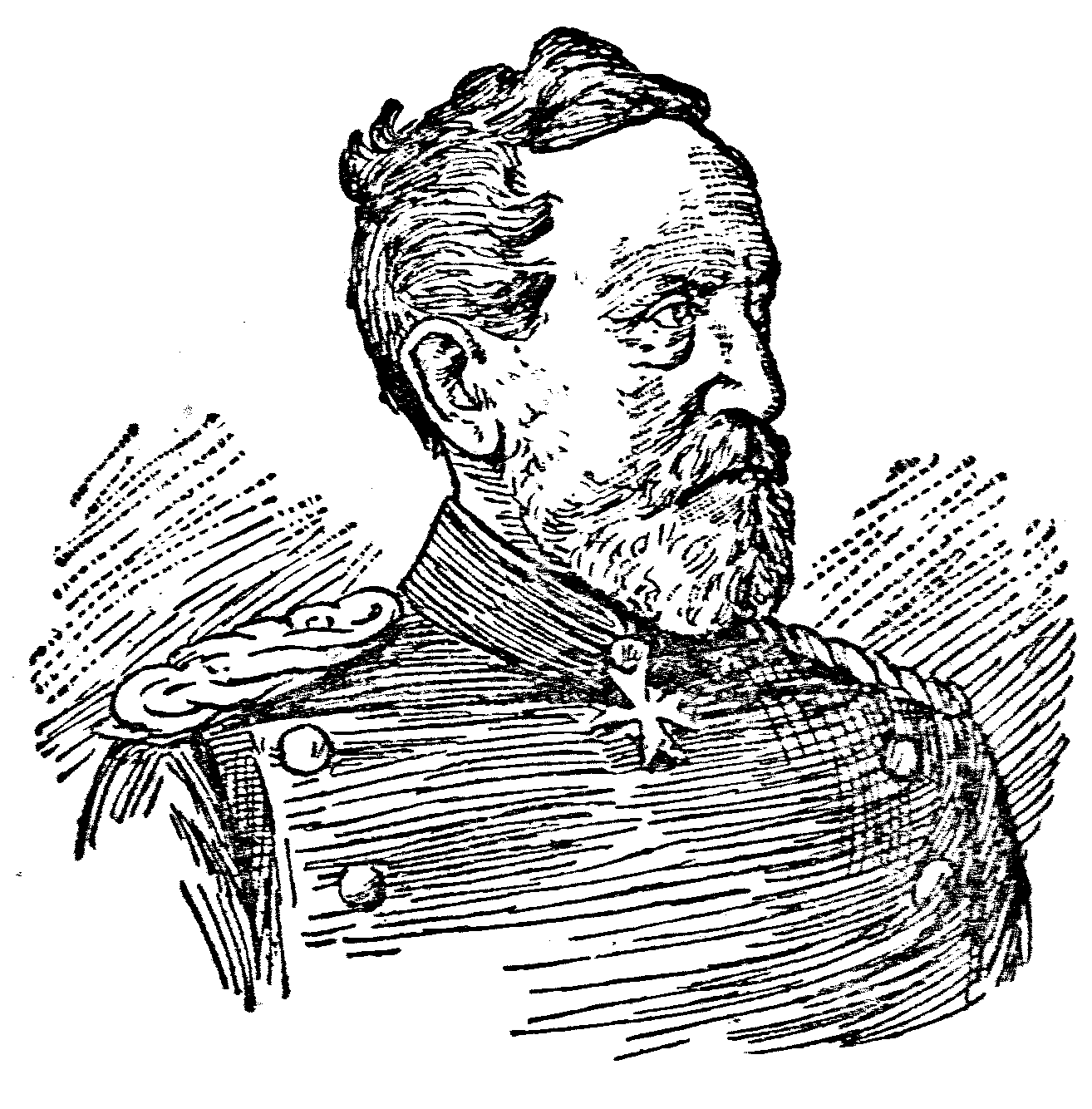
Graf von Blumenthal
12. Ferdinand Wolff († 17. Dezember 1888 in Halle (Saale))
Stadtverordneter
Verleihung 1887
Ferdinand Wolff ist begraben auf dem Nordfriedhof.
13. August Lamprecht (* 26. Juni 1801 in Havelberg; † 9. Juni 1899 in Halle (Saale))
Regierungsrat und besoldeter Stadtrat
Verleihung 1891
August Lamprecht ist begraben auf dem Stadtgottesacker.
14. Carl Dryander (* 30. August 1811 in Halle (Saale); † 17. Februar 1897 ebenda)
Jurist und Stadtrat
Verleihung 1892
Carl Dryander war Syndikus der Franckeschen Stiftungen. Er ist begraben auf dem Stadtgottesacker.
15. Friedrich Fubel (* 8. September 1810 in Havelberg; † 25. Januar 1905 in Halle (Saale))
Pfarrer und unbesoldeter Stadtrat
Verleihung 1892
Friedrich Fubel ist begraben auf dem Nordfriedhof.

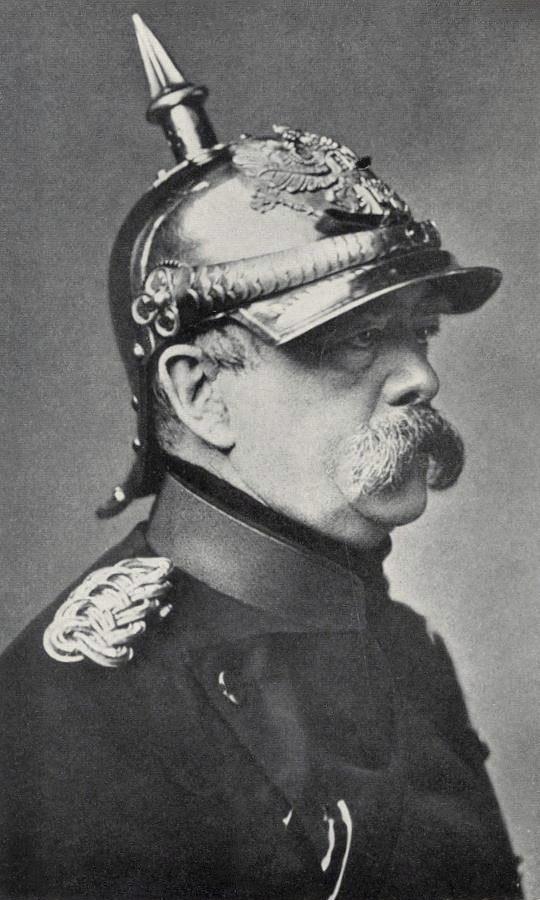
Fürst von Bismarck
16. Fürst Otto von Bismarck (* 1. April 1815 in Schönhausen (Elbe), Brandenburg; † 30. Juli 1898 in Friedrichsruh, Schleswig-Holstein)
Reichskanzler
Verleihung 1895
Verliehen anlässlich seines Ausscheidens aus dem Amt. Otto von Bismarck war entscheidend beteiligt an der Gründung des Deutschen Kaiserreichs.
17. Julius Kühn (23. Oktober 1825 in Pulsnitz, Sachsen; † 14. April 1910 in Halle (Saale))
Universitätsprofessor
Verleihung 1895
Kühn war Begründer und Leiter des ersten Instituts für Landwirtschaft. Er ist begraben auf dem Nordfriedhof.
18. Ludwig Herzfeld (* 12. September 1819 in Guhrau, Schlesien; † 24. August 1911)
Rechtsanwalt
Verleihung 1899
Ludwig Herzfeld trat im so genannten „Sozialistenprozess“ als Verteidiger auf. Er ist begraben auf dem Nordfriedhof.
19. Gustav Hertzberg (* 19. Januar 1826 in Halle (Saale); † 16. November 1907 ebenda)
Professor für Geschichte
Verleihung 1901
Hertzberg publizierte zahlreiche Werke über Halle und Umgebung. Er ist begraben auf dem Stadtgottesacker.
20. Albert Dehne (* 13. September 1832 in Halle (Saale); † 9. Februar 1906 ebenda)
Unternehmer
Verleihung 1903
Albert Dehne besaß in Halle eine Maschinenfabrik. Er ist begraben auf dem Stadtgottesacker.
21. Ludwig Bethke (* 2. November 1829 in Neuruppin, Brandenburg; † 4. Februar 1911 in Halle (Saale))
Bankier, Kommerzienrat und Stadtverordneter
Verleihung 1904
Ludwig Bethke ist begraben auf dem Nordfriedhof.
22. Louis Jentzsch (* 4. März 1815 in Halle (Saale); † 24. Juni 1904 ebenda)
Unternehmer und Stadtverordneter
Verleihung 1904
Louis Jentzsch gehörten in der Stadt eine Färberei und eine Zeugdruckerei. Er ist begraben auf dem Stadtgottesacker.
23. Theodor Weber (* 28. August 1829 in Leipzig; † 4. September 1914 in Halle (Saale))
Mediziner
Verleihung 1904
Verliehen anlässlich seines Ausscheidens aus dem Lehramt an der Universität. Weber war maßgeblich an der Planung der Universitätskliniken beteiligt. Er ist auf dem Nordfriedhof begraben.
24. Gustav Staude (* 26. Juni 1843 auf Rügen; † 15. Februar 1909 in Halle (Saale))
Jurist, Oberbürgermeister 1882–1906
Verleihung 1906
Verliehen anlässlich seines Ausscheidens aus dem Amt nach 24 Jahren. Er ist begraben auf dem Stadtgottesacker.
25. Albert Roth († 30. Juni 1917 in Halle (Saale))
Stadtverordneter
Verleihung 1907
Albert Roth ist begraben auf dem Laurentiusfriedhof.
26. Richard Robert Rive (* 26. Dezember 1864 in Neapel; † 23. November 1947 in Berlin)
Rechtsanwalt und Notar, Oberbürgermeister 1906–1933
Verleihung 1933
Verliehen anlässlich seines Ausscheidens aus dem Amt nach 27 Jahren.
  - Paul von Hindenburg (* 2. Oktober 1847 in Posen; † 2. August 1934 in Neudeck, Ostpreußen)

Generalfeldmarschall der deutschen Armee, Reichspräsident
Verleihung 1933, aberkannt am 29. Mai 1991
Verliehen anlässlich der Ernennung Hitlers zum Reichskanzler. Paul von Hindenburg galt als legendärer Militär, der bereits seit den 1860ern Offizier war. Im Ersten Weltkrieg wurde er als „Held von Tannenberg“ gefeiert, der die Besetzung Ostpreußens durch russische Truppen verhinderte. In seiner Zeit als Reichspräsident verkörperte er besonders die konservativen Kräfte im Land. Durch die Ernennung Hitlers zum Reichskanzler trug er – allerdings unwissentlich – zum Untergang der Weimarer Republik bei.
  - Adolf Hitler (* 20. April 1889 in Braunau am Inn, Oberösterreich; † 30. April 1945 in Berlin)

„Führer“ und Reichskanzler
Verleihung 1933; aberkannt am 29. Mai 1991
Adolf Hitler wurde als Anführer der nationalsozialistischen Bewegung gefeiert, die sich das Ziel gesetzt hatte, Deutschland auf Kosten anderer Staaten zur dominierenden Macht in Europa zu machen. Die Nationalsozialisten ermordeten auf Grundlage ihrer rassischen Ideologie im Holocaust mindestens 6 Millionen Menschen. Durch den durch Hitler ausgelösten Zweiten Weltkrieg starben weiterhin über 50 Millionen Menschen.
  - Hermann Göring (* 12. Januar 1893 in Rosenheim, Bayern; † 15. Oktober 1946 in Nürnberg)

preußischer Ministerpräsident, Reichstagspräsident, Chef der Luftwaffe
Verleihung 1934; aberkannt am 29. Mai 1991
Göring war einer der führenden Köpfe der NS-Regierung. In den Nürnberger Prozessen wurde er aufgrund seiner Rolle im Zweiten Weltkrieg der Verschwörung gegen den Weltfrieden, der Durchführung eines Angriffskrieges, Verbrechen gegen das Kriegsrecht und Verbrechen gegen die Menschlichkeit schuldig gesprochen.
27. Erhard Hübener (* 4. August 1881 in Tacken, Brandenburg; † 3. Juni 1958 in Bad Salzuflen, Nordrhein-Westfalen)
Ministerpräsident von Sachsen-Anhalt 1946–1949
Verleihung 1948
Hübener war der einzige nichtkommunistische Regierungschef in der sowjetischen Besatzungszone. 1947 wirkte er maßgeblich am Zustandekommen der Münchener Ministerpräsidentenkonferenz mit, die die drohende Spaltung Deutschlands zu verhindern suchte.

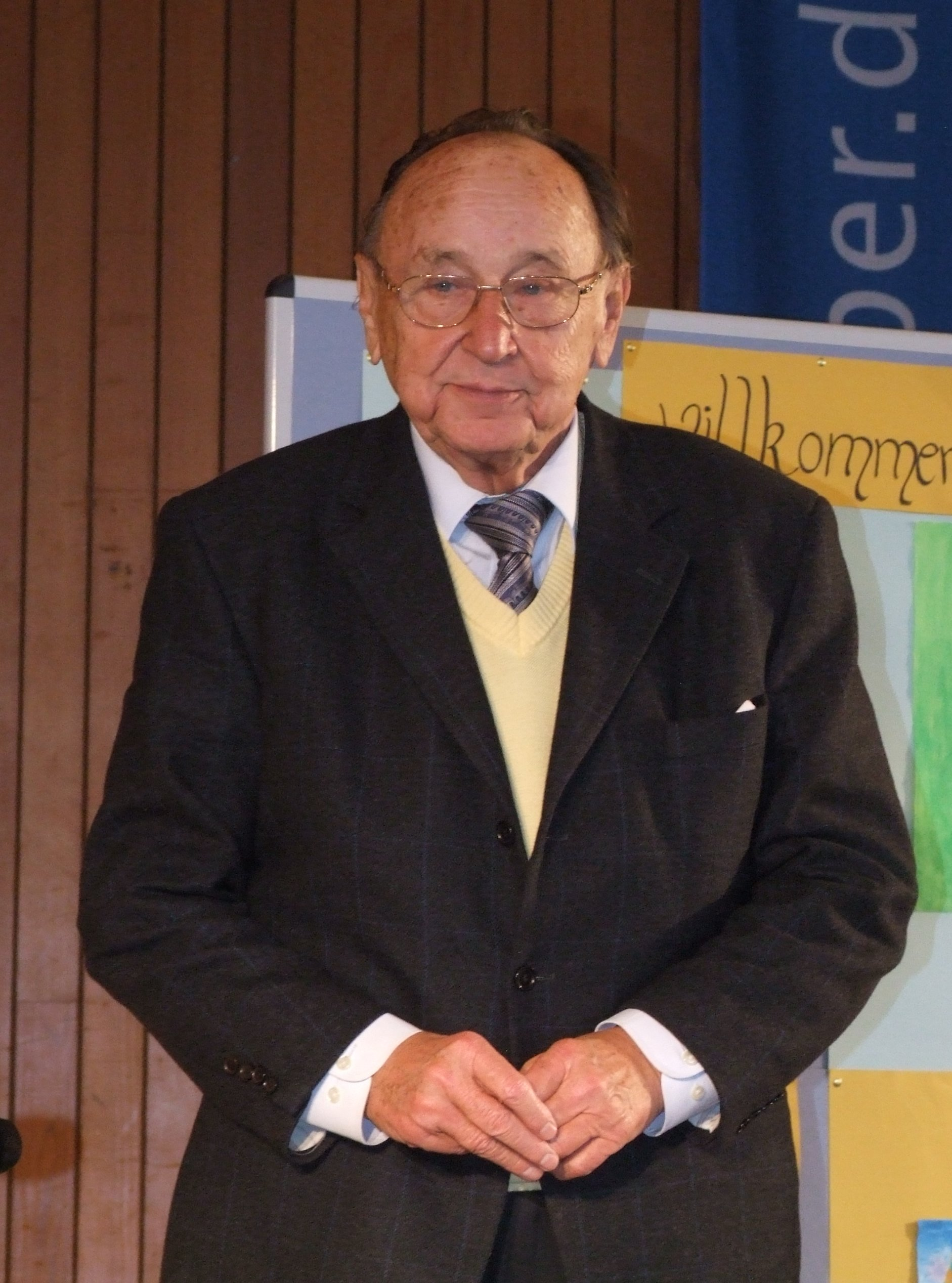
Hans-Dietrich Genscher
28. Hans-Dietrich Genscher (* 21. März 1927 in Reideburg, heute zu Halle (Saale); † 31. März 2016 in Wachtberg, Nordrhein-Westfalen)
Bundesaußenminister 1974–1992
Verleihung 1991
Genscher entwickelte als Außenminister eigene Strategien zur Entspannungspolitik. 1989/90 war er maßgeblich an der Wiedervereinigung Deutschlands beteiligt und unterstützte auch die Reformbewegungen in Polen und Ungarn.
29. Paul Raabe (* 21. Februar 1927 in Oldenburg (Oldb); † 5. Juli 2013 in Wolfenbüttel)
Literaturwissenschaftler
Verleihung 2002
Raabe war 1992 bis 2000 Direktor der Franckeschen Stiftungen.
30. Marianne Witte (* 1923 in Marburg, Hessen; † 25. Juni 2012 in Mülheim an der Ruhr)
Medizinerin
Verleihung 2003
Vorsitzende der Stiftung Stadtgottesacker, die sich um die Sanierung der denkmalgeschützten Anlage bemüht.
31. Peter Sodann (* 1. Juni 1936 in Meißen, Sachsen; † 5. April 2024 in Halle)
Schauspieler, Regisseur und Intendant
Verleihung 2005
Sodann war 1981 bis 2005 Intendant des neuen theaters. Außerdem gründete er die „Kulturinsel“. Bekannt wurde er besonders als „Kommissar Ehrlicher“ in der ARD-Reihe Tatort.
32. Hertha Gerlinger (* 1920)
Schriftstellerin und Kunstsammlerin („Brücke“-Maler)
Verleihung 2009
33. Hermann Gerlinger (* 1931)
Ingenieur, Unternehmer und Kunstsammler („Brücke“-Maler)
Verleihung 2009